# 尼科亞縣
10°08′40″N 85°27′22″W / 10.14444°N 85.45611°W
尼科亞縣（西班牙語：Nicoya）是哥斯達黎加的縣份，位於該國西北部，由瓜納卡斯特省負責管轄，首府設於尼科亞，始建於1848年12月7日，面積1,333.68平方公里，海拔高度123米，2011年人口50,825人，人口密度每平方公里38.13人。